# Tiéba Traoré
Pour les articles homonymes, voir Traoré.
Tiéba Traoré était un roi du Kénédougou, né en 1845 et mort en 1893.

## Biographie
Fils de Mansa Daoula Traoré qui régna de 1845 à 1860, Tiéba Traoré monte sur le trône en 1866. Il porte le royaume à son apogée. Il fixe la capitale à Sikasso où il fait construire son palais ainsi qu’une muraille défensive, un tata, longue de 9 km et haute de 6 mètres, pour résister aux assauts des armées de Samory Touré. Il lutte également contre les colonisateurs français qui assiègent la ville entre 1887 et 1888. En 1888, il signe un traité d’amitié avec les Français et part à la conquête en luttant contre les Ouatara dans l’actuel Burkina Faso.
À la mort de Tièba Traoré, empoisonné à Bama le 18 janvier 1893, c’est son frère Babemba Traoré qui lui succède.
Louis-Gustave Binger qui le rencontre en 1888 en laisse une longue description dans son récit Du Niger au golfe de Guinée publié chez Hachette en 1892. Il écrit : « Tiéba, le souverain qui a placé sous sa domination toute la région comprise entre les États de Samory  et ceux de Kong, est une Mandé-dioula-Traouré, originaire du Follona. Son père se nommait Daoula et dans l'origine était chef du village de Daoulabougou, situé à une étape au nord de Sikasso. [...] Il (Daoula) mourut en 1877, laissant cinq fils et une fille, nommée Mômo. Tiéba était le plus jeune de ses frères, mais il était aussi le plus remuant : il trouva bientôt l'occasion de se faire acclamer comme successeur de son père, à la suite d'une campagne dans le Mienka, où il battit l'ennemi une première fois entre Ouattara et Djitamana, et une seconde fois près de Tiéré ».
Binger parle ensuite des conquêtes de Tiéba puis le décrit physiquement : « Tiéba est un homme de trente-cinq ans ; il a la réputation d'être très intelligent. [...]. Il est vêtu généralement de blanc. Dans les audiences qu'il donne et dans les palabres, il est toujours accompagné de sa première femme, qui s'assied à côté de lui. Tiéba inspire une grande terreur à tous ceux qui l'approchent, et ses décisions sont, paraît-il, irrévocables. Il est d'une générosité proverbiale et il n'y a pas de jour où il ne fasse une largesse ». A la page suivante, Binger fait l'exposé des possessions de Tiéba.